# إرينو فارغاس
إرينو فارغاس فرنانديث (بالإسبانية: Ireno Fargas Fernández، ولد في 3 نوفمبر 1961، ساباديل، برشلونة، إسبانيا) لاعب تايكوندو إسباني. تخصص في وزن تحت 74 كغم ووزن تحت 84 كغم.
حصل على الميدالية الذهبية في بطولة العالم للتايكوندو عام 1983، كما حاز على الميدالية الذهبية في بطولة أوروبا للتايكوندو عام 1982.

## إنجازاته

### بطولة العالم للتايكوندو
- 1982 غواياكيل  الإكوادور:  ميدالية برونزية في وزن تحت 84 كغم.
- 1983 كوبنهاغن  الدنمارك:  ميدالية ذهبية في وزن تحت 84 كغم.

### بطولة أوروبا للتايكوندو
- 1980 ميونخ  ألمانيا:  ميدالية برونزية في وزن تحت 78 كغم.
- 1982 روما  إيطاليا:  ميدالية ذهبية في وزن تحت 84 كغم.

## روابط خارجية
- إرينو فارغاس على موقع TaekwondoData.com (الإنجليزية)